# Egidio Miragoli
Egidio Miragoli (Gradella de Pandino, 20 de julio de 1955) es un obispo católico italiano. 
Fue ordenado sacerdote el 23 de junio de 1979. En 1994 fue nombrado cura de la iglesia de Francisca Javiera Cabrini de Lodi. El 29 de septiembre de 2017, el Papa Francisco lo nombró Obispo de Mondovì, sucediendo a Luciano Pacomio. Fue consagrado obispo por el obispo Mauricio Malvestiti el 11 de noviembre de 2017 en la catedral de Lodi.

## Publicaciones
- Il sacramento della penitenza. Il ministero del confessore: indicazioni canoniche e pastorali, curatela. Milano, Àncora Editrice, 1999, ISBN 88-7610-764-9
- Il Consiglio pastorale diocesano secondo il Concilio e la sua attuazione nelle diocesi lombarde, tesi di dottorato, Roma, Pontificia università gregoriana, 2000, ISBN 88-7652-855-5